# Adrian Hrițcu
Adrian Hrițcu (pe numele de mirean Aurel Hrițcu; n. 22 februarie 1926, Știubieni, județul Botoșani – d. 23 februarie 2013) a fost un cleric ortodox român, care a îndeplinit înalte demnități bisericești în cadrul Bisericii Ortodoxe Române, printre care și pe cea de arhiepiscop al Arhiepiscopiei misionare Ortodoxe Române pentru Europa Centrală și Occidentală, cu sediul la Paris (1982-1992).
A absolvit școala de cântăreți bisericești de la mănăstirea Neamț și a continuat pregătirea la seminarul de pe lângă aceeași mănăstire. Tot acolo este hirotonit diacon și preot. Iustin Moisescu, pe atunci mitropolit al Moldovei l-a numit exarh al mănăstirilor din arhiepiscopia Iașilor.
La 17 decembrie 1973 a fost ales în funcția de episcop-vicar al Arhiepiscopiei Iașilor cu titlul „Botoșăneanul”, fiind hirotonit în treapta de arhiereu la 27 ianuarie 1974. Mai târziu, la 16 iulie 1980, a fost ales ca episcop-vicar, cu același titlu, al Arhiepiscopiei misionare Ortodoxe Române pentru Europa Centrală și Occidentală, cu sediul la Paris, devenind la 16 noiembrie 1982 arhiepiscop al aceleiași eparhii. S-a retras din scaun în anul 1992.